# House of Sand and Fog
House of Sand and Fog (Brasil: Casa de Areia e Névoa / Portugal: Uma Casa na Bruma) é um filme estadunidense de 2003, do gênero dramático, dirigido por Vadim Perelman. O roteiro, escrito por Perelman e Shawn Lawrence Otto, é baseado no romance homônimo de Andre Dubus III. O filme narra a disputa de uma jovem e uma família de imigrantes iranianos por uma casa. O filme recebeu três indicações ao Oscar 2004: Melhor Ator (Ben Kingsley), Melhor Atriz Coadjuvante (Shohreh Aghdashloo), e Melhor Trilha Sonora Original (James Horner).

## Sinopse
Coronel Massoud Amir Behrani, era um militar que vendia aviões de caça ao xá. Em 1979, ele foge com a família para os Estados Unidos, onde eles vivem de aluguel. Massoud gastou grande parte do seu dinheiro para  casar sua filha Soraya. Ele vive com sua mulher e seu filho, Esmail, que irá cursar o ensino médio. Ele trabalha numa construção nos Estados Unidos, e esconde de todos que é iraniano. Certo dia ele vê um anúncio num jornal que uma casa iria a leilão, porém essa casa era de Kathy Nicolo, uma moça na qual o condado cobrou dela o imposto comercial, apesar de não ter negócios, isso faz com que ela arranje intrigas com os donos da casa, depois que ela conhece o Subdelegado Lester Burdon, e conta a ele que o marido a deixou, e ele também deixou a mulher com 2 filhas, e eles começam a ter um caso. Certo dia, ela bebe e dorme no carro e vê a obra que tinha sido comprada pelo Coronel Massoud, ela se fere e Nadereh, a esposa do coronel, ajuda ela, ela descobre que eles querem vender a casa e que eles são do Oriente Médio. Ela vai até a sua advogada, Dra. Walsh, para fazer ela convencer o dono da propriedade a vender a ela a casa que era de seu pai e seu irmão que havia 30 anos para ter comprado a casa, ela furiosa sabendo que a advogada não convenceu ele a vender a casa por 4 vezes menos que o preço do mercado, conta ao seu namorado que ameaça o coronel a vender a casa a ela e ele descobre que eles eram do Irão, e ameça deportá-los, Massoud briga com a mulher e vai dormir. O coronel está tentando vender a casa a algumas pessoas, mas por ordem do subdelegado, ele retira a placa de "vende-se" e vai fazer uma queixa, logo após isso eles mandam o subdelegado ir até lá ele vai e se justifica. Furioso, no outro dia ele entra na casa deles e tranca eles no banheiro, e manda que no outro dia entreguem a casa ao condado. Massoud aceita a proposta, mas em torca quer a casa em seu nome. Quando ele vai ao cartório registrar, eles vão até lá e o subdelegado ameaça Massoud mandando o obedecer, Esmail tira arma dele e seu pai o segura, quando a polícia chega e atiram no menino, ele é atendido no hospital mas morre. Sem sentido para sua vida, o coronel se suicida junto com sua mulher. Kathy vê eles mortos e tenta ressuscitar o coronel, mas não adianta ele já estava morto. Assim, a casa ficou abandonada.

## Elenco principal
- Jennifer Connelly como Kathy Nicolo
- Ben Kingsley como Massoud Behrani
- Shohreh Aghdashloo como Nadereh "Nadi" Behrani
- Ron Eldard como Lester Burdon
- Frances Fisher como Connie Walsh
- Jonathan Ahdout como Esmail Behrani
- Kim Dickens como Carol Burdon

## Produção
Shohreh Aghdashloo foi uma atriz respeitada no Irã antes de emigrar para os Estados Unidos. Quando os papéis do filme oferecidos a ela eram limitados a terroristas e outras vilãs variadas, ela se voltou para uma carreira no teatro. Este filme marcou seu retorno às telas após quase duas décadas.
Jonathan Ahdout, cuja experiência anterior de atuação era limitada a peças escolares, foi escalado como Esmail Behrani dois dias antes do início das filmagens. Sua audição original não impressionou Vadim Perelman, mas quando ele começou a ter dúvidas sobre o ator que ele finalmente havia contratado, ele revisou as fitas de audição e viu algo na performance de Ahdout que ele sentiu que anteriormente tinha esquecido. Ele ligou de volta e mandou encontrá-lo e se apresentar com Aghdashloo. A química entre eles convenceu Perelman de que o garoto estava certo para o papel.

## Músicas
1. Por una cabeza (tema do Coronel)
2. Besame Mucho, (Tema de Nadereh)
3. Luna, (tema de Lester)
4. Satisfaction, (tema de Kathy)
5. Amigos para Sempre, (tema de Esmail)

## Bilheteria
O filme começou um lançamento limitado nos Estados Unidos em 19 de dezembro de 2003 e estreou em #43, arrecadando US$45,572 em seu fim de semana de estreia. Ele eventualmente arrecadou US$13,040,288 na América do Norte e US$3,902,507 em outros territórios para um total de US$16,942,795. Seu orçamento era de US$16,5 milhões de dólares.

## Prêmios e indicações
Globo de Ouro
- Melhor ator em filme dramático – Ben Kingsley (indicado)

Independent Spirit Awards
- Melhor ator principal – Ben Kingsley (indicado)
- Melhor atriz coadjuvante – Shohreh Aghdashloo (vencedora)
- Melhor filme de estreia – Vadim Perelman (indicado)

Oscar
- Melhor ator principal – Ben Kingsley (indicado)
- Melhor atriz coadjuvante – Shohreh Aghdashloo (indicada)
- Melhor trilha sonora original – James Horner (indicado)

Screen Actors Guild Awards
- Melhor ator principal – Ben Kingsley (indicado)